# Giacomo Ciarrapico
Giacomo Ciarrapico (* 1970 in Rom) ist ein italienischer Filmregisseur.

## Leben
Nach seinem Abschluss 1992 am Centro Sperimentale di Cinematografia arbeitete Ciarrapico zunächst als Schauspieler und Regisseur am Theater sowie als Autor. Gelegentlich nahm er Rollenangebote für Filme an. 1998 drehte er den Spielfilm Piccolo anime nach seinem Theaterstück; nach seiner Uraufführung beim Torino Film Festival gab es Probleme beim Verleih, sodass er nur wenig beachtet wurde. Sein 2000 entstandener Kurzfilm Dentro e fuori wurde beim Sacher Film Festival prämiert.
Nach Eccomi qua (ebenfalls in Turin aufgeführt) aus dem Jahr 2002 wandte er sich dem Fernsehen zu, wo er u. a. die Serie Boris (2007–2010) schrieb und inszenierte.

## Filmografie (Auswahl)
- 1998: Piccolo anime
- 2000: Dentro e fuori (Kurzfilm)
- 2007–2010: Boris (Fernsehserie)
- 2011: Boris – Il film